# Шиппинг
Шиппинг или шипперинг (сокращение от англ. relationships, «отношения») — желание поклонников тех или иных медиа (таких как фильмы, сериалы или комиксы) видеть двух (или нескольких) персонажей данных медиа в романтических и/или сексуальных отношениях. Данное желание может выражаться в широком спектре деятельности фандомов — от обсуждений в сообществе до создания фанатской литературы — фанфиков. Пары персонажей, которые в сознании каких-либо фанатов находятся в отношениях, называются пейринги.
Впервые термин появляется в сообществе «Секретных материалов». Отношения между персонажами Малдера и Скалли вызывали всё больший интерес среди зрителей сериала. Некоторые фанаты начали называть себя «relationshippers» или просто «shippers». Использование сокращённого варианта стало наиболее популярным в 1996 году. Ранее слово «шипперы» использовалось на форумах «Секретных материалов». Тогда фанаты называли себя «R’shippers».
Затем термин сократился до просто «шипперы». Сегодня шипперами называют людей, заинтересованных в отношениях персонажей любых ориентаций. «Слэшерами» называют тех людей, которым нравится наблюдать за гей-отношениями в частности.
Примеры: слэш, фемслэш, полишип.
| Тип     | Описание | Примеры |
| ------- | --- | ------- |
| Гет     | Сокращение от «гетеросексуальный». Отношения между персонажами разного пола, наиболее распространённый вид шиппинга. |         |
| Слэш    | Термин «слэш» относится к отношениям между двумя и более мужскими персонажами. Также упоминается как М/М. В аниме-фандомах часто слово «слэш» заменяется на «яой». |         |
| Фемслэш | Фемслэш, происходящий от словосочетания «female slash» («женский слэш»), описывает отношения между двумя и более женскими персонажами. Также нередко такой тип отношений называют «Ф/Ф», «фамслэш», «гёрлслэш», «ледислэш» или же «саффик». Подобно яою, существует японская аналогия для фемслэша — юри. |         |
| Полишип | Слово «поли» – это сокращение от слова «полиамория», которое описывает отношения между тремя персонажами или большим количеством. Такой тип отношения также называется «тройничок», а в английском ещё и «foursome», «moresome» или «OT3».                                                                |         |